# 認主學
認主學（羅馬化：tawḥīd 或 Tawheed、Tauheed）是伊斯蘭教的一神論，有時又依文章脈絡譯為獨一性。認主學主張真主（造物主，即上帝）是唯一（Wāḥid）且無與倫比（āḥad）的。
《古蘭經》主張世界上只有唯一且絕對真理；又主張無與倫比且今世肉眼不可見的主宰，他是超絕萬物的。真主统治万物，這種觀念使信徒相信宇宙是正義、道德且有秩序的，而非只是徒然存在而沒有道德秩序。同理，《古蘭經》拒絕宇宙中有兩位主宰的觀念，認為善惡都是惟一真神所造的，惡勢力沒有能力創造任何物，反對善惡二元論。另外，《古蘭經》是一位神派，也拒絕基督宗教主流的三位一體概念。伊斯蘭教的真主阿拉（另譯「安拉」）是普世的，不是一個專屬於民族的神，也不是專屬於一個區域或部落的神靈；伊斯蘭教的阿拉是执掌万物的，无物可对他的权力造成阻碍。
認主是穆斯林信仰宣示裡最重要的。清真言的首要信條即是宣揚真主的獨一性。把真主的創造物視為主宰是《古蘭經》所提及唯一不可饒恕的罪行（也就是举伴主）。穆斯林相信整個伊斯蘭教就是建立在對真主獨一性的認識上的。伊斯蘭教的认主独一教義是毫不妥協的，以區隔其他各大宗教。
伊斯蘭教的学者不断的对认主独一进行阐释，一代又一代的信徒體悟宣揚真主獨一性的要義和深意。
伊斯蘭學者發展出理解獨一性的不同法門。例如神學、法理學、哲學以及蘇菲思想，甚至在一定程度上還有科學。這些方法多少都是要試圖解釋真主的獨一性。

## 字源
在阿拉伯語裡，認主學（Tawhīd）意為「使成為唯一或主張某事為唯一」。“Tawhīd”及其動詞形式“wahhada”都沒有在《古蘭經》裡出現，但真主獨一性的原則則出現過很多次（例如，真主在《古蘭經》裡被描述為「唯一的受拜者」(ilāh un wāhid)，共計13次）。

## 《古蘭經》所提的獨一性
《古蘭經》是了解伊斯蘭教裡真主獨一性的主要來源。很顯然地，了解真主及其獨一性的首要步驟便是了解《古蘭經》。但所有穆斯林權威都認為，要真正了解真主是不可能的，因為真主是超越人類視覺界線與感官的。因此，真主透過眾先知告訴人們他的德性（随发提）。就這個觀點來說，所有先知傳遞的基本訊息都是一樣的，即「萬物非主唯有真主」。

《古蘭經》主張世界上只有唯一且絕對的真理；又主張無與倫比的存在，他是超絕萬物的。根據《古蘭經》：
「你說：他是真主，是獨一的主，真主是萬物所仰賴的；他沒有生產，也沒有被生產；沒有任何物可以做他的匹敵。」（112：1-4）
「你的主是自足的，是仁慈的。如果他意欲，他就使你們消逝，而以他所意欲的人繼承你們，猶如從別的民族的後裔中使你們興起一樣。」（6：133）
「他是前無始後無終的，是極顯的极隱的，他是全知萬物的。」（57：3）
有些穆斯林大力抨擊某些獨一性的解釋，唯恐造物主與被造物之間的分別不明顯，與伊斯蘭教徹底的一神論不合。
《古蘭經》經文34：24、35：40以及46：4都提到，認為真主有夥伴的思想和行為（Shirk）是大罪。經文34：20-24則拒絕宇宙中有兩位主宰的觀念，認為善惡都是獨一真主所造的，惡勢力沒有能力創造任何物。
《古蘭經》還提到穆斯林的故事，他運用理智，理解到真主是萬物存在的原因：相關經文為6：75-79，他從崇拜星星、月亮和太陽的信仰中脫離，確信真主是那些天體的唯一創造者。

## 伊斯兰教中神的名称
为了解释神的统一性和神性的复杂性，《古兰经》使用了99个术语，这些术语被称为“神的尊名”（Template:Qref）。这些神圣名称体现了神圣属性，进而投射出从创造层面到物质层面的所有层次。
除了至高名称“安拉”（Allah）和新词“至仁主”（ar-Rahman，指创造和维护宇宙的神圣恩惠）以及少数其他特定名称，如穆罕默德在一则可靠传述中提到的“万王之王”（Malik al-Muluk），其他名称可能由神和人类共享。根据伊斯兰教义，这种共享旨在提醒人们神的临在性，而非暗示人的神性，或对神的超然性施加限制。将神性归于被造物（即“以物配主”，shirk）被视为否认神的真理，因此是一种大罪。

## 以物配主（Shirk）
在神的独一性中掺杂其他神灵的行为被称为“以物配主”（shirk），它与“认主独一”（tawhid）相对立。尽管该术语在英语中通常被翻译为“多神崇拜”（polytheism），但其含义被认为更为复杂。 也有人建议将其翻译为“与[神]并列”。 该术语包括否认除神以外任何事物的神性，例如抬高自我凌驾于他人之上，或将神的属性赋予被造物。 这导致逊尼派学者指责萨拉菲派和瓦哈比派将神描绘成一个从天上统治的被造物。
“以物配主”分为两类：  
大以物配主（羅馬化：shirk al-akbar；直译：「greater shirk'）：公开且明显的  
隐微的以物配主（羅馬化：al-shirk al-khafi；直译：「hidden shirk'）：隐蔽或隐藏的。它指人们履行必要的宗教仪式，但不是为了神，而是为了他人，包括社会认可。 隐微的以物配主可能是无意的，但仍会受到惩罚，尽管程度较轻。  
《古兰经》第4章第48节写道：  
安拉必不赦宥以物配主的罪恶，他为自己所意欲的人而赦宥比这差一等的罪过。谁以物配主，谁已犯大罪了。
《古兰经》第4章第116节写道：  
安拉必不赦宥以物配主的罪恶，他为自己所意欲的人赦宥比这差一等的罪过，谁以物配主，谁已深陷迷误了。

## 认识神的独一性
根据侯赛因·纳斯尔的观点，阿里——第一位伊玛目（什叶派观点）和第四位正统哈里发（逊尼派观点）——被认为是伊斯兰神学（Kalam）的奠基者。他的言论包含了穆斯林关于神之独一性的最早理性论证。  
阿里指出，“神是独一的”意味着神超越相似性与计数概念，甚至在想象中也不可分割。
宗教的第一步是接受、理解并认知祂为主宰……认主独一的正确形式是认识到祂如此纯粹且超乎自然，以至于其本体既不可增亦不可减。也就是说，应理解其本质与属性无别，其属性不可与本质割裂或区分。
伊斯兰研究学者文森特·J·康奈尔引用了阿里的如下论述：  
认识神即认识其独一性。“神是独一的”有四层含义：其中两层错误，两层正确。错误含义之一，是有人说“神是一”时联想到数字与计数。这是错误的，因为无二者不属数的范畴。岂不见那些称“神是三位一体之一”者已陷入此等悖信？另一错误含义是说“某人是其族类之一”，即某属的一种或某种的个体。此说用于神亦谬，因暗含以物比拟神，而神远超一切比拟。至于正确的两层含义，其一指“神是独一的”意味着万物无与之相似者；其二指“神是独一的”表明其本体不可分割，无论在外显、思想或想象中皆无多元性。唯神具此独一性。
这种对认主独一（tawhid）的认知奠定了穆斯林伦理的基础。 伊斯兰教认为，世界由作为终极实在的神维系，其属性独一无二，与万物迥异。 认主独一否定了造物主与被造物之间的任何亲缘性，包括：隐形存在（jinn）不参与创造而是被造物、拒绝神有化身或子嗣、否认以兄弟或配偶形式存在的创造伙伴。 造物主的独一性体现在每日祈祷（ṣalāh）的真主至大（Takbīr）诵念中。

### 神学论证
神学家通常运用理性与演绎法来证明神的存在、独一性与唯一性。他们基于自然界中观察到的秩序、目的、设计或方向性证据（或这些要素的组合），采用目的论论证来证明作为创造者的神之存在。目的论假设自然界的运作与过程中存在某种目的或指导原则。  
神学家频繁使用的另一种论证是归谬法。相较于建设性论证，他们更倾向于使用这种方法来更高效地驳斥对手观点。

### 神作为万因之因
针对前伊斯兰时期阿拉伯的多神论，《古兰经》论证道：认识到神是万物的创造者，就排除了次级神灵存在的可能性，因为这些存在本身也必定是被造的。在《古兰经》中，神是一个既内在又超越的造物主，祂主动地创造、维系并毁灭宇宙。神作为万物终极原因的这一实在，意味着神因世间事物的次级原因与偶然性现实而遮蔽于人类理解之外。因此，《古兰经》将信仰神的独一性等同于"信仰未见"(古兰经|2:3)。
《古兰经》将其使命总结为：使"未见"在不同程度上成为"可见"，从而使对神存在的信仰成为核心真理，而非非理性的盲信。《古兰经》指出，神的迹象既近在咫尺又遥不可及，要求研习者以谦卑之心聆听其教诲(古兰经|50:33, 古兰经|50:37)。《古兰经》通过关注某些可观察的事实，将其呈现为对神的"提醒"，而非提供冗长的神学证明来论证神的存在与独一性。
艾什尔里派神学家在本质上否定因果关系，但接受其作为人类探究和理解自然过程的辅助工具。中世纪学者认为，自然由统一的原子构成，这些原子在每一瞬间都被神"重新创造"。自然法则只是表观原因的习惯序列(神的定制)，每个偶发事件的终极原因都是神本身。该论证的其他形式也出现在阿维森纳的其他著作中，后被称为真理论证。
阿维森纳开创了对存在问题的全面探究，区分了本质(Mahiat)与存在(Wujud)。他论证道：存在的事实无法从现存事物的本质中推断或解释，形式与质料本身无法相互作用并引发宇宙运动或现存事物的渐进实现。因此，存在必定由一个作用因所导致，这个作用因将存在赋予本质，使之成为必然。

### 作为必然存在者的神
伊本·西那（965–1037年）在《治疗论》的《形而上学》部分首次提出了关于神的存在的本体论证明。该论证的其他形式也出现在伊本·西那的其他著作中，并被称为真理论证。伊本·西那对存在问题进行了全面研究，区分了本质（Mahiat）与存在（Wujud）。他认为，存在的事实无法从现存事物的本质中推断或解释，且形式与质料本身无法相互作用并引发宇宙运动或现存事物的渐进实现。因此，存在必须由一个作用因引起，该原因将存在赋予本质。为此，原因必须是一个现存事物，并与结果共存。
这是首次尝试使用先验论证方法，该方法仅依赖直觉与理性。伊本·西那关于神存在的证明独特之处在于，它既可以被归类为宇宙论论证，也可以被视为本体论论证。“就‘必然存在’在理智中是论证必然存在者的首要基础而言，它是本体论的”。该证明“就大部分内容致力于论证偶然存在无法独立存在并必须终结于一个必然存在者而言，它也是宇宙论的”。伊本·西那提出的另一个关于神存在的论证是心身问题。
根据伊本·西那的观点，宇宙由一系列实际存在者构成，每个存在者赋予其下方的存在者以存在，并对链中其余部分的存在负责。由于伊本·西那认为实际的无限是不可能的，因此整个链必须终结于一个完全单一的存在者，其本质即其存在本身，因此是自足的，不需要其他事物赋予其存在。由于其存在不依赖于其他事物或由其他事物所必然化，而是自身必然且永恒的，因此它满足了作为整个链（构成偶然存在事物的永恒世界）的必然原因的条件。因此，他的本体论体系建立在将神视为“必然存在者”（Wajib al-Wujud）的概念上。通过神对其自身的认识，存在者从神中无时间性地流溢并逐渐增多。

### 神的主权不可分割性
《古兰经》论证了神圣主权不可能存在多个来源，因为“如果天地间有许多神明，那么它们必定互相争夺权力，最终导致宇宙秩序崩溃”（21:22）。经文指出，宇宙中普遍存在的稳定与秩序证明它是由独一神创造并管理的（28:70-72）。
《古兰经》21:22节明确宣称：“假若天地间除真主外还有别的神灵，天地必定败坏。”后世伊斯兰神学家对此阐释道：若存在两个或以上的神，它们之间迟早会出现意志冲突。由于两种对立的意志无法同时实现，其中一方必然在特定时刻显现无能。而根据定义，无能的存有绝不可能是神。因此，多神存在的可能性被彻底否定。
这种论证进一步指出：倘若某神比另一神更强大，则意味着两者在神性本质属性上存在差异，较弱的“神”必然缺乏某些必要属性。这种缺陷会使该实体沦为拟人化存在，从而丧失神的资格。

### 其他论证
《古兰经》指出人类对多神崇拜具有本能的厌恶。例如在危机时刻，即便是偶像崇拜者也会忘却伪神而向独一真神求助。然而一旦脱离险境，他们便重新为真主树立伙伴："当他们乘船遭遇风暴时，就虔诚地向真主祈祷；但当祂使他们平安登陆后，他们立刻又去崇拜伪神了。"（29:65）
其次，《古兰经》论证多神崇拜贬损人类尊严。真主赋予人类尊贵地位并委以治理物质世界的责任，但人类却通过崇拜自己亲手雕刻的偶像玷污了这一崇高地位。
最后，《古兰经》强调一神论并非人类后期的发现，而是贯穿从伊斯兰教中的阿丹开始的人类历史中众先知共同见证的真理。经文揭示了从一神论偏离至多神崇拜的几种诱因：当世俗权力被统治者和臣民视为"绝对"时，可能诱使统治者产生神性妄想——这种主张常被强加于臣民并得到顺从；某些自然现象（如日月星辰）引发的敬畏感可能导致天体崇拜；另一种偏离根源是成为欲望的奴隶，为满足私欲而陷入特殊形式的多神崇拜。

## 阐释
对"认主独一"（tawhid）含义的理解是穆斯林最具争议的问题之一。伊斯兰学者对此有不同的理解路径，包括文本主义方法、神学方法、哲学方法以及苏菲主义和灵知方法。这些不同的方法导致对该问题不同甚至对立的解读。

### 神学观点
某些神学家在更广泛的意义上使用"认主独一"一词，指代关于真主、其存在及其各种属性的全部讨论。另一些人则更进一步，用该术语最终代表"宗教原则"的整体。在当前的用法中，"认主独一"或"认主独一的知识"有时等同于整个伊斯兰教义学。
根据逊尼派伊斯兰教，正统神学理解直接源自穆罕默德的教导及其同伴的理解和方法论，其来源是启示经典《古兰经》——这是理解伊斯兰教中的真主统一性的主要信息来源。所有穆斯林权威都认为，除非真主自我揭示，否则不可能真正理解真主，因为真主超越了人类的视觉和感官范围。因此，真主通过先知向人类揭示自己。根据这一观点，所有先知的基本信息都是："除真主外，绝无应受崇拜的主宰"（避免如《呼德章》所述的伪神）。

#### 圣训派与罕百里学派
伊斯兰教中的文本解释方法避免深入神学推测，不使用教义学。
'阿卜杜拉·安萨里·赫拉维是一位罕百里学派学者，他试图根据赛莱夫（虔诚的先辈）改革苏菲主义的解释。根据赫拉维的观点，认主独一包括超越真主与受造物的关联。赫拉维将认主独一分为三个阶段：第一阶段针对普通大众，第二阶段针对特殊群体，第三阶段针对特殊群体中的精英。

#### 穆尔太齐赖学派
穆尔太齐赖派喜欢自称为认主独一的人民（ahl al-tawhid）。在《伊斯兰教派言论》中，艾布·哈桑·艾什尔里描述了穆尔太齐赖派对认主独一的理解如下：
真主是独一的，没有任何事物与他相似；他既不是物体，也不是个体，既不是实体，也不是偶性。他超越时间。他不能居于某个地方或某个存在中；他不受任何受造属性的限制。他既不受条件制约，也不被决定，既不被生，也不生育。他超越感官的感知。眼睛看不见他，观察无法触及他，想象无法理解他。他是一个事物，但不像其他事物；他是全知的、全能的，但他的全知和全能无法与任何受造物相比。他在没有任何预先存在的原型或辅助的情况下创造了世界。
根据亨利·科尔宾，这种解释的结果是否定神圣属性，肯定《古兰经》的被造性，并否认在来世见到真主的可能性。穆尔太齐赖派认为真主没有任何肯定的属性，因为所有神圣属性必须被理解为本质本身，并宣称真主无处不在且存在于一切事物中。他们对《古兰经》经文或先知报告中看似拟人化的内容采取了隐喻解释。例如，"手"是隐喻性的权力指代；"脸"象征本质；真主"坐在宝座上"是对神圣统治的隐喻性描述。

#### 艾什尔里学派
艾布·哈桑·艾什尔里为解决拟人化（tashbih）与否定神性（ta'til）问题提出的方案承认：神圣存在真实拥有《古兰经》中提及的属性和名称。就这些名称和属性具有肯定实在性而言，它们与本质相区别，但又不独立于本质而存在。艾什尔里的创见在于：一方面将本质与属性作为概念区分，另一方面认识到本质与属性之间的二元性应定位于质的层面而非量的层面——这是穆尔太齐赖派思想未能把握的关键。
艾什尔里神学在10至19世纪主导逊尼派伊斯兰教，坚持真主的绝对超越性，认为神圣统一性无法通过人类理性认知。艾什尔里派教导：人类对此的认识仅限于先知所启示的内容，对于诸如真主创造邪恶及神性属性表面拟人化等问题，必须采取"不问其如何"（bila kayfa）的态度接受启示。

#### 十二伊玛目派神学
十二伊玛目派神学基于圣训体系，这些圣训传述自伊斯兰先知穆罕默德、第一任、第五任、第六任、第七任和第八任十二伊玛目，并由什叶派学者如谢赫萨杜克在《认主独一》中汇编。

根据什叶派神学家的观点，真主的名称与属性没有独立或实质性的存在，而是与真主的存在和本质不可分割。任何将属性与名称视为分离实体的观点都被认为会导致多神论。甚至不能说"真主通过其本质中的知识来认知"，而应表述为"真主通过其知识——即其本质本身——来认知"。此外，真主没有物质形态，是不可感知的。
十二伊玛目派认为：真主在存在上是独一的，包括其名称、属性、行为及显现。因此，存在的整体即是他，通过他而存在，源自他并复归于他。真主不是与其他存在并列或高于受造物的存在者，而是存在本身——绝对的存在行为（wujud mutlaq）。若有他者存在（即受造存在），真主将不再是独一者。由于这种神圣本质是无限的，其品质即其本质，本质上存在一个不可分割的独一实在。理论认主独一与以物配主的界限在于：认识到所有实在与存在者在其本质、属性及行为上都源自他（源自他性）；先知的所有超自然行为皆如《古兰经》所示凭真主的许可。实践认主独一与以物配主的界限在于：是否将某物视为独立目的而非通往真主的途径（向他性）。

#### 赛莱菲派与瓦哈比派
后期的罕百里学派学者如原教旨主义者伊本·泰米叶忽略前人著作，转而构建新的认主独一规范理论。
除所有逊尼派共识的第一层含义（"Rubūbīyah"（主宰性））外，赛莱菲派还主张两层附加含义："Al-Asma wa's-Sifat"（名称与属性）及"Al-Uluhiyah"（受崇拜的资格）。前者将立法权纳入主宰范畴，认为不符合其伊斯兰教法解释的立法即属以物配主；后者要求日常行为必须符合教法，否则即承认真主之外的权威。其他逊尼派学者反对这两项特征，认为其将真主类比于被赋予权力的受造物。

### 哲学观点
阿尔-法拉比、阿尔-拉齐，尤其是阿维森纳以理性为基础对"陶希德"（一神论）进行阐释，并将《古兰经》和圣训作为依据。在阿维森纳之前，穆斯林哲学家们的讨论主要围绕作为神圣创造者的上帝的统一性及其与作为被造物的世界之间的关系。早期哲学家深受普罗提诺强调神圣简单性的影响。

### 苏菲和伊尔凡的观点
在伊斯兰神秘主义（苏菲主义和伊尔凡）中，认主独一（Tawhid）不仅是对神之统一性的口头确认，同样重要的是在实践中和存在层面实现这种统一。这需要通过摒弃与多元世界相关的概念，以实际的方式将永恒与暂时分离。其理想状态是从一切世俗性中彻底净化。
根据文森特·J·科纳尔（Vincent J. Cornall）的观点，可以通过将现实描述为一个统一的整体来描绘一种一元论的神之形象（参见苏菲形而上学），其中神是一个单一的概念，涵盖或描述所有存在的事物：“他是最初的和最终的，是明显的和内在的，他对万物是全知的。”（《古兰经》57:3）
然而，许多穆斯林批评一元论，因为它模糊了创造者与被造物之间的区别，这与伊斯兰纯粹而绝对的一神论不相容。
对于穆斯林神秘主义者（苏菲）来说，口头确认神的统一性只是认主独一的第一步。后续步骤涉及通过灵性体验在存在层面实现这种统一。不同层级的认主独一分类可以在穆斯林苏菲如祝奈德·巴格达迪和安萨里的著作中找到。这包括实际摒弃与多元世界相关的概念。
例如，祝奈德区分了四个阶段，从普通信徒足以完成的简单独一性确认开始，到最高阶段——仅为精英保留，此时被造物完全消逝于其主面前，从而达成“在独一中消逝”（al-fanā fi al-tawhīd）。

### 消逝与永存
根据法纳（Fana）的概念，即消逝与永存：“人的存在、自我或自我意识……必须消逝，以便他能够达到其真实自我，即他与神同在的存在和‘永存’。人所有的性格特质和习惯，以及与其个体存在相关的一切，都必须完全‘虚无化’和‘抹除’（mahw）。然后，神将归还他所有的性格特质和曾经拥有的一切积极品质。但在此阶段，他将以清醒的意识与实际——而不仅仅是理论上——并通过彻底的灵性领悟，认识到他所是的一切完全源自神。他不过是神之属性的显现，揭示那‘隐藏的宝藏’。”
沙·尼玛图拉·瓦利（Shah Nimatullah Wali）描述了必须远离一切易变之物，才能接近神并远离偶像崇拜：
“因此，远离一切，从而寻得你所求。一旦你放弃一切，祂便会显现面容。”
同时，作者警告听众不要将贫穷误解为“缺乏拥有”（远离一切易变之物）：
“‘无所有权’的含义是，穷人没有任何可归因于自己作为财产的东西，以至于他从自身中消逝，从而‘穷人不需要任何事物，任何事物也不需要他。’这是纯粹统一和绝对独一的境界，尽管每次超脱都会进一步确认独一性，因为‘独一即是超脱。’这就是为何有人说：‘当贫穷臻于完美，唯有神存留。’”

#### 存在统一
“存在统一”（wahdat al-wujud）的首次详细阐述与伊本·阿拉比密切相关。
几个世纪以来，批评者、辩护者和西方学者对“存在统一”的含义提出了截然不同的解释。伊本·阿拉比本人并未使用“存在统一”这一术语，类似的表述在他之前的人也曾提出。例如，安萨里曾说：“在存在（wujud）中，除了神别无他物……存在仅属于真实的独一者。”安萨里解释道，苏菲灵性提升的果实是“见证世间除神外无存在，‘万物皆朽，唯其面目永存’（《古兰经》28:88）”。
许多作者认为存在（being/existence）是对神之实在的恰当描述。尽管所有穆斯林都相信神的实在是独一的，但批评者指出，“存在”（wujud）一词也用于描述此世万物的存在，而这一教义模糊了创造者与被造物之间的区别。辩护者认为，伊本·阿拉比及其追随者提出了一种“精妙的形而上学”，遵循艾什阿里派的公式：“属性既非神，亦非异于神。”神的“迹象”（ayat）与“痕迹”（athar）——即被造物——既与神相同，亦非不同，因为神必须被理解为既缺席又临在，既超越又内在。正确理解的话，存在统一阐明了这两种视角之间需要保持的微妙平衡。
德里的沙·瓦利乌拉（Shah Wali Allah of Delhi）认为，伊本·阿拉比的“存在统一”是体验性的，基于主观的灵性光照或狂喜，而非本体论的现实。
对许多苏菲而言，说出“我”或认为自身拥有独立于神的力量，都是偶像崇拜的形式。在苏菲的形而上学宇宙观中，神的主权是必然的，而非偶然。因此，崇拜神以外的事物是不可能的。通过崇拜自我，人实际上是以贾拉勒（威严）之名崇拜神。这一名称本应被崇拜，但后来被易卜劣厮（恶魔）扭曲。由于两种威严无法共存，这样的人无法参与神的亲密或仁慈，并将面临神的愤怒。

### 关于坦兹希的共识
在圣训、伊斯兰学者、哲学家和苏菲中，有一个重要议题存在共识，即坦兹希（超越性）。
《古兰经》说：“没有任何物可以与他相似。”（42:11）
伊斯兰先知穆罕默德说：“凡将神比作被造物者，并未真正认识神。”

## 对穆斯林文化的影响
伊斯兰教的认主独一（Tawhid）教义提出了一位全能的神，其统治、意志或律法涵盖一切被造物和人类生活的方方面面。因此，早期穆斯林认为宗教应涵盖国家、法律和社会的领域。 人们相信，伊斯兰教的所有教义都建立在认主独一的原则之上。 穆斯林使用单指上举（al-sabbaba或al-sabbaha）的手势作为认主独一的象征。 以下我们列举几个认主独一对穆斯林文化影响的例子：

### 人际关系
根据《古兰经》，神与人之间正确的关系（即被侍奉者与仆人）的一个必然结果是人与人之间的正确关系。为了实现前者，《古兰经》不断“提醒”人类两点：神是独一的；除神以外的一切（包括整个自然）都依赖于神。
尽管神拥有全能与荣耀，但其本质是至仁至慈的。

### 善与恶
根据《古兰经》，神是一切事物的创造者，包括善与恶。正如《古兰经》所写，全人类都是按安拉的意志被创造的，无论是善人还是恶人，他们的本性自创世之初就已如此注定。
根据《古兰经》，撒旦在人类被造的故事中因允许自己的等级价值体系凌驾于神的意志之上，从而偏离了对神的独一崇拜：神命令天使向由泥土创造的亚当鞠躬，但撒旦拒绝并说：“我比他优越，你由火创造了我，而由泥土创造了他。”
中世纪穆斯林学者安萨里指出，在神眼中唯一合法的“优越原则”是虔诚，他写道：“每当富人认为自己比穷人优越，或白人认为自己比黑人优越时，他就是在傲慢。他采用了易卜劣厮（撒旦）在无知（jahl）中所持的等级原则，从而陷入了以物配主（shirk，即违背认主独一）。”

### 世俗主义
在世界许多司法管辖区，法律和民众普遍态度认为，公共生活领域应当是世俗的，而宗教信仰和实践应保留在私人生活领域。采取这一立场的一个动机是减少不同宗教信徒之间或世俗主义者与宗教信徒之间的冲突影响。在公共生活中，这种观点坚持国家权威高于任何宗教权威。
但对一些伊斯兰思想家来说，这些主张侵犯了认主独一的教义，因此是不可接受的。如果宇宙是一个以全能且无所不在的神为中心的和谐统一整体，那么承认任何其他权威至高无上都是错误的。一位作家写道：“传统上，穆斯林不是民族主义者或民族国家的公民；他没有政治身份，只有乌玛（Umma）中的宗教成员身份。对传统穆斯林来说，伊斯兰教是唯一且足够的身份标签，而民族主义和民族国家是障碍。” 因此，建立一个完全伊斯兰化的国家或复兴哈里发国的想法应运而生。
然而实际上，几乎所有穆斯林的日常生活都受某种国家司法管辖，并至少接受部分由此带来的约束。

### 伊斯兰艺术
对维护神的独一性与超越性的渴望，导致穆斯林被禁止创作神的形象或任何先知（包括穆罕默德）的视觉描绘。在伊斯兰法学（fiqh）中，人体形象的艺术表现是一个有争议的问题，主要担忧是雕像或图像的使用可能导致偶像崇拜。因此，伊斯兰艺术的主要表现形式变成了书法和阿拉伯纹样。